# Fateh Alí Tipú
Fateh Alí Tipú (20. listopadu 1750, Bengalúr, Karnátaka – 4. května 1799, Šrírangapattanam, Karnátaka), také známý pod jménem Tipu Sultan, Tipu Sahib, sultán Tipú nebo Tygr z Maisúru, byl vládcem Maisúrského království. Na trůn nastoupil coby nejstarší syn sultána Haidara Alího po otcově smrti, vládl od 22. prosince 1782 až do své smrti. Zavedl řadu inovací, mimo jiné byl průkopníkem válečné raketové techniky. Vedl expanzionistickou a nábožensky netolerantní politiku a bojoval hlavně proti Angličanům. Byl zabit v bitvě během čtvrté anglo-maisúrské války.

## Životopis
Jeho otec, Haidar Alí, byl důstojníkem sloužícím ve vojsku vládců Maisúru. V roce 1761 Haidar vyhnal vládnoucí hinduistickou dynastii a zmocnil se trůnu. On sám byl negramotný, svému synovi Alímu ale poskytl skvělé vzdělání. Alí Tipú se učil mnoha jazykům, ovládal urdštinu, perštinu, arabštinu, kannadštinu. Krom toho také samozřejmě studoval korán, jízdu na koni, střelbu a šerm. Ve službách jeho otce byli francouzští důstojníci, kteří mladého Alího učili vojenské taktice a také ho informovali o nejnovějších zbraních.

## Maisúrský sultanát
Maisúrský sultanát ovládal jižní Indii od 60. let 18. století. Na tomto území Haidar vybudoval silný, národnostně poměrně jednolitý stát s převážně kannadským obyvatelstvem. Zasloužil se o modernizaci státu, podporoval hutnictví železa, textilní výrobu a rozvoj sklářství. Hlavně ovšem podporoval vznik silné, dobře vyzbrojené armády, kterou mínil použít v boji proti nenáviděným Angličanům. Podle údajů generála Johna Smitha z roku 1757 měla Haidarova armáda k dispozici:„ 5 000 tisíc sipáhíů-granátníků, 8 000 dalších sipáhíů vycvičených po evropském vzoru, 49 kanonů malých i velkých ráží. Prapor složený z 1 000 topasů. Jednotku evropské kavalerie o 60 mužích, 150 evropských dělostřelců, 4 000 střelců s mušketami, jistý počet dělostřelců s raketami a polními děly a 8 000 mughalských koní a 12 000 jezdců.“ S touto armádou Haidar podnikal úspěšné útoky na okolní území. Pronikl na indické Malabárské pobřeží, a tam dobyl přístav Kalikat (dnešní Kóžikkót). Ve spolupráci s Východoindickou společností, která mu poskytla možnost stavby válečných lodí v docích přístavu v Bombaji, se pokusil vybudovat i silné námořnictvo. V roce 1790 založil rozsáhlé loděnice v Džamalábádu a Madžidábádu. Jeho flotila měla 20 bitevních lodí se 72 děly a 20 fregat ze 62 děly. Tipú také nařídil, že lodě mají mít měděné dno, což zvýšilo životnost jeho lodí.

## První anglo-maisúrská válka
I přes tuto spolupráci se vztahy Haidara a Angličanů nevyvíjely dobře. K první anglo-maisúrské válce došlo v letech 1767-1769. Angličané se spojili s Maráthy, vojáky arkádského navába (místodržící v provinciích indické Mughalské říše ) a s vojáky haidarábátského a dakšinského nizáma (titul muslimských vládců v sultanátu Hajdarábád a Dakšin. Pokus zastavit expanzi Haidarovy armády se nezdařil. Nizámovo vojsko, kterému veleli Britové, sultánova jízda porazila a sultánovi se podařilo odříznout Brity od jejich zásobovacích linií. Počátkem roku 1769 vyslali Britové na pomoc vojsko z Bombaje. Haidar Brity opět porazil a bleskovým přesunem na Koromandelské pobřeží ohrozil dokonce samotný Madrás. Dne 4. dubna 1769 byli Britové nuceni přistoupit k uzavření mírové smlouvy stvrzující vzájemnou výměnu dobytých území a formálně zavazující obě strany ke vzájemné pomoci při napadení nepřítelem. Britové ovšem v následujících válkách s Maráthy sultanátu v Maisúru žádnou pomoc neposkytli, což vzájemné vztahy nezlepšilo.

## Druhá anglo-maisúrská válka
Ozvuky Americké války za nezávislost se projevily i v Indii. Britové 19. března 1779 obsadili francouzskou faktorii v Mahé na indickém Malabarském pobřeží. Pro Haidara Alího představovalo Mahé ležící na jeho území bránu, kterou k němu proudily francouzské zbraně a munice. Britská anexe ho rozhněvala. Na druhou stranu z britského pohledu existovalo Mahé jako nezávislá evropská kolonie už od 17. století a to z něj činilo ve válce evropských mocností legitimní cíl. Haidarovi se tento výklad nelíbil, expanzi považoval za důkaz nepřátelství a v červenci 1780 vpadl s armádou o počtu 80 000 mužů znovu do Karnátaky. Nejprve Haidár pálil vesnice na severu území arkádského navába, které zásobovaly potravinami Brity ovládaný Madrás. Zároveň přerušil zásobování Madrásu přepadením Taňčávúru. Odřízl tím Madrás od jižních krajů Karnátaky, které byly také významnými obchodními partnery Britů a především zásobovaly Madrás potravinami. Britům nezbývalo než veškeré zásoby včetně vojenských posil dopravovat z Bengálska po moři. Tam ovšem hrozilo přepadení konvoje francouzskými korzáry. Britové vyslali do oblasti pět tisíc mužů s cílem rozbít obklíčení. Haidar Alí pověřil svého syna Tipúa velením armády, která měla za úkol zabránit spojení britské armády postupující z Guntúruu s armádou plukovníka Hectora Munroa, která ležela u Madrásu.

### Bitva u Polliluru
Bitva u Polliluru (též Polilore, Pullaluru, Perambakanu) začala 17. září 1780 asi 20 km od města Káňčipuram v indickém státě Tamilnád. Maisúrské armádě velel Tipú. Na Brity zaútočil s přibližně 10 000 muži a 18 děly. Zhruba 5000 vojáků Východoindické společnosti velel plukovník William Bailli. Tipú zaútočil dělostřeleckou palbou a raketami. Britové utrpěli vysoké ztráty, z 3853 vojáků přežilo jen 50 důstojníků a asi 200 řadových vojáků. Plukovník William Baillie (zemřel 1782) byl zajat, odvezen do Seringapatamu, kde v roce 1782 v zajetí zemřel. Bylo to pravděpodobně nejslavnější Tipúovo vítězství. Hector Munroe byl nucen svá těžká děla v Káňčipuramu shodit do vody a spěšně ustoupit do Madrásu. Před naprostou katastrofou Brity zachránilo, že Haidar Alí se rozhodl na Madrás nezaútočit a raději se obrátil k pevnosti v Árkádu, kterou dobyl 3. listopadu 1780. Generální guvernér Indie Warren Hastings poslal do Madrásu posily. Situace se sice stabilizovala, ale k vítězství měli Britové daleko. Naopak, Tipú v prosinci 1781 dobyl Čitúr a 18. února 1782 zvítězil nad oddílem plukovníka Braithwaita u Anagundí poblíž Taňčávúru. V létě 1782 Východoindická společnost zahájila operace proti mainsúrské armádě na Malabarském pobřeží. Tipú britské jednotky obklíčil a donutil Brity ke kapitulaci. Obrat nastal až 17. května 1782. Britům se podařilo v Salbáí uzavřít britsko-maráthskou smlouvu. Dohoda uvolnila Britům ruce a umožnila jim přenést válku na území nepřítele. Po smrti Haidara Alího (6. 12. 1782) byl 22. prosince jmenován sultánem Tipú Alí. V lednu 1784 se nový sultán zmocnil Mangalúru, kde byla 11. března 1784 podepsána mírová smlouva. Nutno podotknout, že s podpisem smlouvy generální guvernér Hasting příliš nesouhlasil. Obě strany si vyměnily zajatce a obsazená území. Britové ztratili kontrolu nad nemalou částí jižní Indie, takže pro Tipúa podpis mírové smlouvy znamenal velké vítězství, především psychologické. Pro Brity to byla smlouva ponižující, i když se ukázalo, že to byl poslední politický dokument, ve kterém indický kníže diktoval podmínky Britům. Obě strany tušily, že spíše než o mír se jedná o dočasné příměří, o klid zbraní před budoucí válkou.

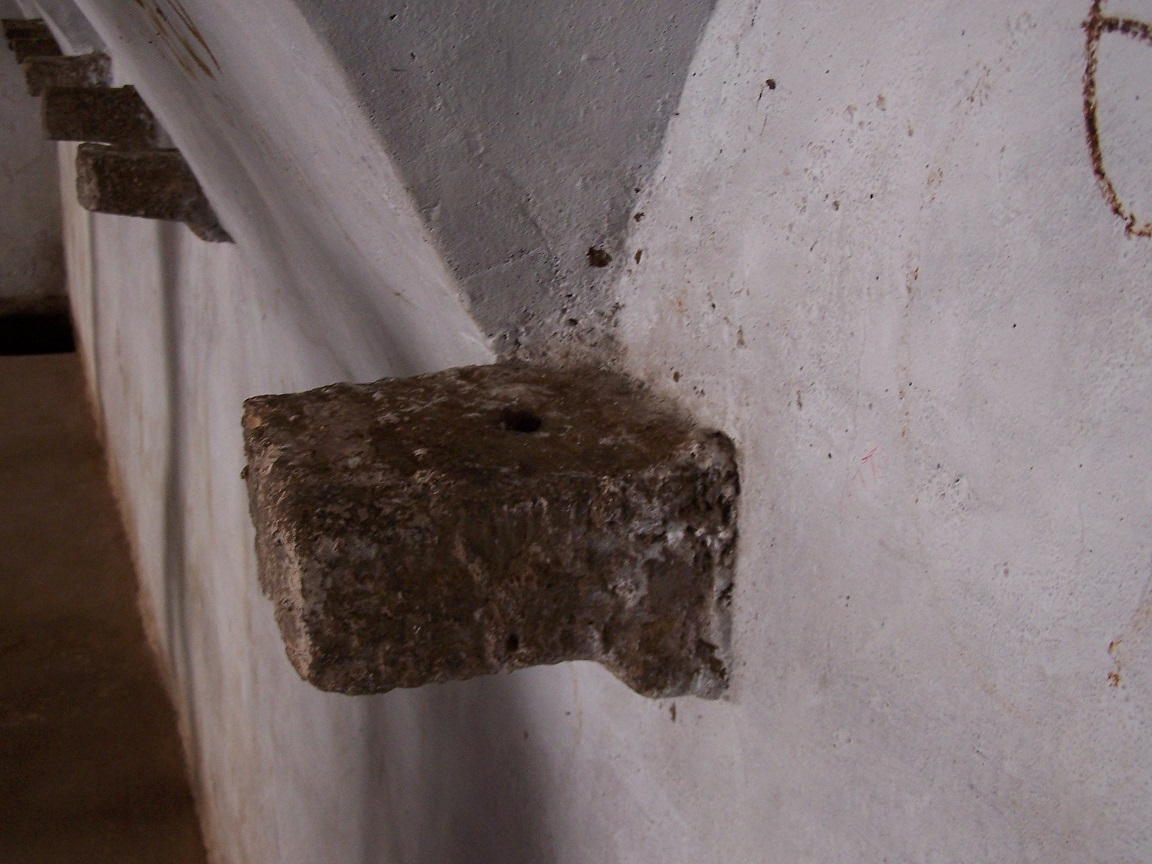
Kameny, ke kterým byli vězni přivázáni v kobkách v Seringapatamu, většinu času v řetězech. Vězni zde zůstali až do roku 1784, kdy byli přeživší vráceni do Madrasu. Pouze několik z nich se dočkalo dne odplaty 4. května 1799, kdy pevnost Britové dobyli. (Hookův Život Bairda, sv. i.)

### Maisúrské rakety
První rakety s kovovým pláštěm byly nasazeny do boje v bitvě u Polliluru, raketová jednotka tehdy čítala 1200 mužů. Později je Haidar použil v bitvě u Šrírangapattanamu v roce 1792 a 1799. Rakety s kovovým pláštěm používal Maisúrský sultanát v 18. století. Vyvinul je pravděpodobně v Bangladúru. Každá maisúrská brigáda, kterých měl sultanát 16 až 24, byla vyzbrojena těmito raketami a obsluha byla pečlivě vyškolena. Příslušníci raketové jednotky byli vycvičeni tak, aby dokázali odpalovat rakety v úhlu vypočteném podle vzdálenosti cíle a průměru kovového pláště rakety. Měli k dispozici i kruhové raketomety, ty dokázaly vypustit 5 až 10 střel najednou. Plášť střel byl obvykle vyroben z měkkého kovaného železa, měl průměr 3,8 cm až 7,6 cm a délku 20 cm. Kovová trubice fungovala jako spalovací komora. Raketa nesoucí asi 0,453 kg hnací látky měla dolet až 900 metrů. Střely byly připoutány k bambusové tyči o délce zhruba 1 metr. K tyči byl připoután železný bodec či ocelový sekáč, jenž při rotaci rakety zvyšoval smrtící účinek. Navíc, některé rakety byly opatřeny otvory, takže fungovaly jako zápalné střely. Proti takové zbrani bylo jezdectvo i pěchota zcela bezbranné. Anglický vynálezce a průkopník raketového dělostřelectva sir William Congreve, (20. května 1772 – 16. května 1828), sestrojil na základě maisúrkých raket obdobné střely na pevné palivo. S úspěchem byly používány během napoleonských válek, anglo-americké války z roku 1812 a během první anglo-barmské války 1824-1826.

## Třetí anglo-maisúrská válka
Sultán Tipú věděl, že bez pomoci se jemu samotnému nepodaří vyhnat definitivně Brity z Indie. Začal se proto rozhlížet po mocném spojenci. Roku 1778 vyslal poselstvo do Francie ke králi Ludvíkovi XVI. Francie ale měla tou dobou své vlastní starosti. Návrh na alianční dohodu zdvořile odmítla, krom toho svou vojenskou přítomnost v Indii dlouhodobě omezovala. V roce 1789 sultána Tipúa pobouřila akvizice dvou holandských pevností na Malabarském pobřeží společnosti Dharma Raja z Travankúru. V prosinci 1789 shromáždil vojáky v Kójamputtúru a 28. prosince zaútočil na linie Travankúru. Věděl, že Travankúr byl (podle smlouvy uzavřené v Mangalúru mezi Východoindickou společností a jím 11. března 1784) spojencem britské Východoindické společnosti. Narazil však na tvrdý odpor a Dharma požádal o pomoc Východoindickou společnost. V reakci na to Lord Cornwallis, který byl v té době generálním guvernérem Indie, mobilizoval společnost a britské vojenské síly a uzavřel spojenectví s Maráthy a nizámem v Haidarábádu proti Tipúovi. V roce 1790 spojenecké síly postupovaly a převzaly kontrolu nad velkou částí okresu Kójamputtúr, zatímco sultánův pokus zatáhnout do bojů Francii nebyl úspěšný. V roce 1791 už aliance proti Tipúovi postupovala na všech frontách. Získala zpět Bangalúr a ohrožovala Šrírangapattanam. Tipú začal používat taktiku "spálené země" ale v roce 1792 už nedokázal zabránit spojení britských sil z Bangalore a Bombaje před svým hlavním městem. Britové město obléhali dva týdny, a Tipú byl nucen jednat o podmínkách kapitulace. Lord Cornwallis neměl v úmyslu Maisúr zničit, pouze oslabit. Chtěl použít Tipuúv stát jako protiváhu maráthské konfederace. Přesto Tipú musel postoupit polovinu svého území spojencům a dva ze svých synů dát Britům jako rukojmí, dokud nezaplatí 33 milionů rupií jako odškodné. Částku sultán skutečně ve dvou splátkách zaplatil a syny dostal zpět.

### Pikle s Napoleonem
Sultán opět začal hledat spojence mimo Indii. Svá poselstva vyslal k muslimským vládcům v Asii. Do Afghánistánu k Zamánu Šáhovi, k tureckému sultánovi i do Arábie. Opět vyslal poselstvo i do Francie, ale ta spojenectví opět odmítla. V roce 1794 Tipú dokonce podpořil vznik jakobínského klubu v Mainsúru. Klub tvořili hlavně francouzští republikánští důstojníci. Tipú také prý zasadil "strom svobody", Francie mu poctu oplatila jmenováním sultána "občan Tipú". Tipú se snažil o spojenectví s Francií i jinak. Oslovil francouzského guvernéra ostrova Mauritius Malartica. Jeho unáhlené rozhodnutí vyhlásit nábor dobrovolníků do armády Britové považovali za vyhlášení války, zejména v kontextu informací z Egypta. Tam právě podnikl invazi Napoleon se svými vojáky. I jeho motivací bylo vyhnání Angličanů z Indie. 13. února 1798 napsal Napoleon ministru zahraničí Talleyrandovi:" Poté, co jsme obsadili a opevnili Egypt, pošleme do Indie 15 000 mužů ze Suezu, aby se připojili k jednotkám sáhiba Tipúa a vyhnali Angličany." Francie se však rozhodla všechny své vojáky z Egypta stáhnout. Napoleonovy plány ztroskotaly. A Tipúovy ovšem také.

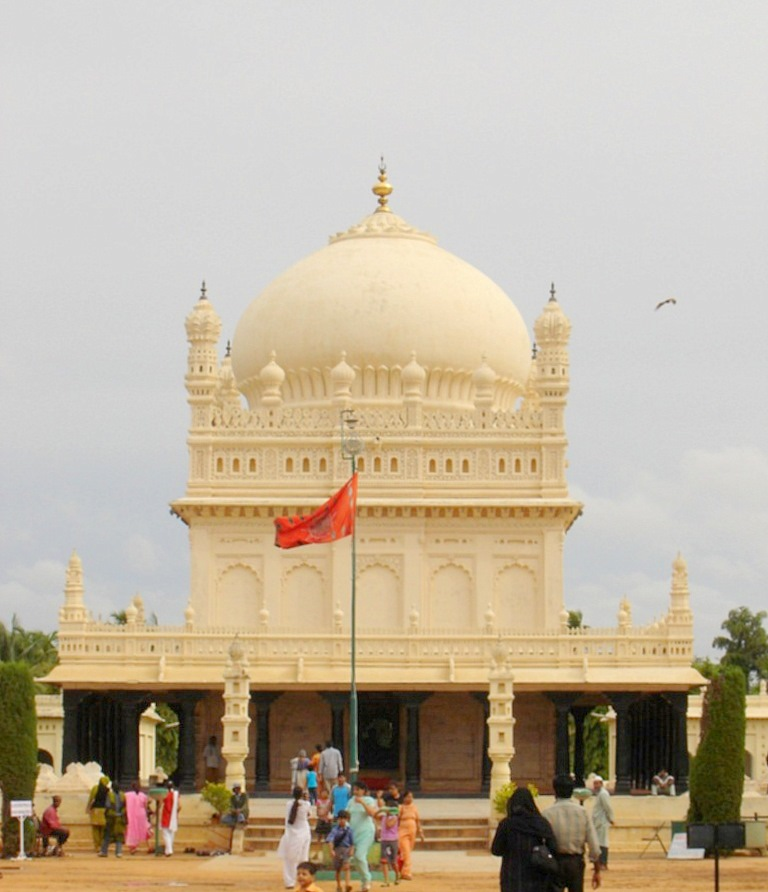
Gumbaz, hrobka Haidara Alího a Tipúa, Šrírangapattanam, Karnátaka, Indie

## Čtvrtá anglo-maisúrská válka
V roce 1798 porazil Horatio Nelson francouzského admirála François-Paula Brueyse d'Aigalliers v námořní bitvě u Abúkíru v Egyptě. O rok později (25. července 1799) došlo k pozemní bitvě u Abúkíru, ve které drtivě zvítězil Napoleon Bonaparte nad tureckým vojskem. V roce 1799 se Britům se podařilo zachytit Napoleonův dopis Tipúovi. Nový britský generální guvernér Richard Mornington, (pozdější první markýz z Wellesley) se rozhodl v obavě z francouzské invaze do Indie jednat. Dne 5. března 1799 napochodovaly do Mainsúru tři armády - jedna z Bombaje a dvě z Madrásu. Z Madrásu pochodoval sbor pod vedením generála Harrise a vojsko nizáma z Haidarabádu, včetně 33. pěšího pluku, kterému velel Morningtonův mladší bratr, plukovník Arthur Wellesley, budoucí Arthur Wellesley, 1. vévoda z Wellingtonu. Britové disponovali 26 000 vojáků, z toho bylo 4 000 Evropanů. Sultánova armáda čítala kolem 30 000 mužů. Britům ovšem pomohla zrada Tipúova švagra, na druhé straně Britové podezřívali navába Arkádu, že tajně Tipúovi pomáhá. Dne 4. května Britové oblehli Šrírangapattanam, prorazili městské hradby a francouzští vojenští poradci radili Tipúovi aby unikl tajnými chodbami. Sultán útěk odmítl.
Sultán Tipú byl zabit u brány Hoally (Diddy), která se nacházela 300 metrů (270 m) od severovýchodního rohu Šrirangapattanamské pevnosti. Následující odpoledne byl pohřben do hrobky v Gumbazu, vedle svého otce. Tipú se stal hrdinou legendy, kterou později využívali indičtí nacionalisté k propagandě.